# Polik (Sierpc)
Pour les articles homonymes, voir Polik.
Polik (prononciation : [ˈpɔlik]) est un village polonais de la gmina de Rościszewo dans le powiat de Sierpc de la voïvodie de Mazovie dans le centre-est de la Pologne.
Il se situe à environ 4 kilomètres au nord de Rościszewo (siège de la gmina), 10 kilomètres au nord-est de Sierpc (siège du powiat) et à 115 kilomètres au nord-ouest de Varsovie (capitale de la Pologne).

## Histoire
De 1975 à 1998, le village appartenait administrativement à la voïvodie de Płock.

Depuis 1999, il appartient administrativement à la voïvodie de Mazovie